# Maria Thayer
Maria Christina Thayer (Boring, 30 ottobre 1975) è un'attrice statunitense.

## Biografia
Conosciuta principalmente per i suoi diversi ruoli televisivi, Maria Thayer è apparsa in numerose serie televisive come Law & Order - Unità vittime speciali, Dr. House - Medical Division, Louie, New Girl, Miss Match, Arrested Development - Ti presento i miei, Harry's Law, 30 Rock, Gotham, The League, Lipstick Jungle, Cougar Town, Traffic Light e Will & Grace. Nel 2006 prende parte al film Ammesso di Steve Pink recitando al fianco di Justin Long. Prende parte, nel 2008, al film di Nicholas Stoller Non mi scaricare, mentre nel 2009 recita in State of Play di Kevin Macdonald.

## Filmografia

### Cinema
- Kimberly, regia di Frederic Golchan (1999)
- Storytelling, regia di Todd Solondz (2001)
- Strangers with Candy, regia di Paul Dinello (2005)
- Hitch - Lui sì che capisce le donne (Hitch), regia di Andy Tennant (2005)
- Ammesso (Accepted), regia di Steve Pink (2006)
- Non mi scaricare (Forgetting Sarah Marshall), regia di Nicholas Stoller (2008)
- State of Play, regia di Kevin Macdonald (2009)
- Let Go, regia di Brian Jett (2011)
- Night of the Living Deb, regia di Kyle Rankin (2014)
- Tavolo n.19 (Table 19), regia di Jeffrey Blitz (2017)

### Televisione
- Strangers with Candy - serie TV, 14 episodi (1999-2000)
- Big Apple - serie TV, 3 episodi (2001)
- The Education of Max Bickford - serie TV, 1 episodio (2001)
- Miss Match - serie TV, 1 episodio (2003)
- Law & Order: Criminal Intent - serie TV, 1 episodio (2003)
- Comedy Lab - serie TV, 1 episodio (2004)
- Romancing the Bride - film TV, regia di Kris Isacsson (2005)
- Will & Grace - serie TV, 1 episodio (2006)
- Nip/Tuck - serie TV, 1 episodio (2006)
- Law & Order - Unità vittime speciali (Law & Order: Special Victims Unit) - serie TV, 1 episodio (2006)
- Lipstick Jungle - serie TV, 3 episodi (2008)
- 30 Rock - serie TV, episodio 3x11 (2009)
- Dr. House - Medical Division (House, M.D.) - serie TV, 1 episodio (2009)
- Our Show - film TV, regia di Larry Charles (2010)
- Traffic Light - serie TV, 1 episodi (2011)
- Harry's Law - serie TV, 1 episodio (2011)
- Annie Claus va in città (Annie Claus is Coming to Town) - film TV, regia di Kevin Connor (2011)
- Eagleheart - serie TV, 24 episodi (2011-2014)
- Louie - serie TV, 1 episodi (2012)
- New Girl - serie TV, 1 episodio 2x06 (2012)
- Cougar Town - serie TV, 3 episodi (2013)
- Portlandia - serie TV, 1 episodio (2013)
- Family Tools - serie TV, 1 episodio (2013)
- Maron - serie TV, 1 episodio (2013)
- Arrested Development - Ti presento i miei (Arrested Development) - serie TV, 1 episodio (2013)
- Review - serie TV, 1 episodio (2014)
- Dads - serie TV, 1 episodio (2014)
- Men at Work - serie TV, 1 episodio (2014)
- Comedy Bang! Bang - serie TV, 4 episodi (2014-2016)
- Wedlock - serie TV, 1 episodio (2014)
- Mulaney - serie TV, 1 episodio (2014)
- The League - serie TV, 2 episodi (2014)
- Man Seeking Woman - serie TV, 1 episodio (2015)
- Kroll Show - serie TV, 1 episodio (2015)
- Difficult People - serie TV, 1 episodio (2015)
- Gotham - serie TV, episodi 1x14-2x2 (2015)
- Married - serie TV, 1 episodio (2015)
- Great Minds with Dan Harmon - serie TV, 1 episodio (2016)
- The Mindy Project - serie TV, episodi 4x22-4x23-4x25 (2016)
- Those Who Can't - serie TV, 10 episodi (2016)

## Doppiatrici italiane
Nelle verisioni in italiano delle opere in cui ha recitato, Maria Thayer è stata doppiata da:
- Federica De Bortoli in Non mi Scaricare, 30 Rock, Ammesso, Harry's Law, The Catch
- Domitilla D'Amico in State of Play, Cougar Town
- Patrizia Mottola in Law & Order: Criminal Intent
- Perla Liberatori in Dr. House - Medical Division
- Alessia Amendola in Annie Claus va in città
- Benedetta Degli Innocenti in The League
- Laura Lenghi in Gotham (1ª stagione)
- Francesca Fiorentini in Gotham (2ª stagione)
- Chiara Gioncardi in New Girl